# The Late Parade
The Late Parade har eksisteret siden 2003 og gik i begyndelsen under navnet Tosibb. Gruppen ændrede i 2006 navn til The Late Parade og udsendte i 2007 en selvbetitlet debut-EP, som var indspillet i Hellig Kors Kirke med Frederik Thaae (A Kid Hereafter) som producer.
Bandet udsendte den 11. maj 2009 deres første fuldlængde album, "In Chase Of Red Beads" med Ebbe Frej (Epo-55) som producer, hvorfra P3 har tidligere har spillet singlerne "Snowdrops" og "Jaguar".